# بفلوفيا مبرغلة
بفلوفيا مبرغلة (الاسم العلمي:Pavlova granifera) هي نوع من الأسناخ صبغية يتبع جنس البفلوفيا من الفصيلة البفلوفية.